# 佳沛
佳沛国际有限公司（英語：Zespri International Limited）是全球最大的奇异果销售商，于1997年在新西兰成立，其总部位于新西兰的芒格努伊山。
1999年，佳沛（Zespri）首次进入中国市场。截至2019年，佳沛在大中华区的销售额佔全球銷售額的20%。

## 外部連結
- 官方网站